# Líbeznice
Líbeznice (deutsch: Libesnitz, älter Rothkirchen) ist eine Gemeinde im Okres Praha-východ, in der Mittelböhmischen Region der Tschechische Republik. Der Ort liegt etwa 2 km nördlich der Prager Stadtgrenze sowie rund 16 km südlich von Mělník. Líbeznice hat rund 2600 Einwohner.

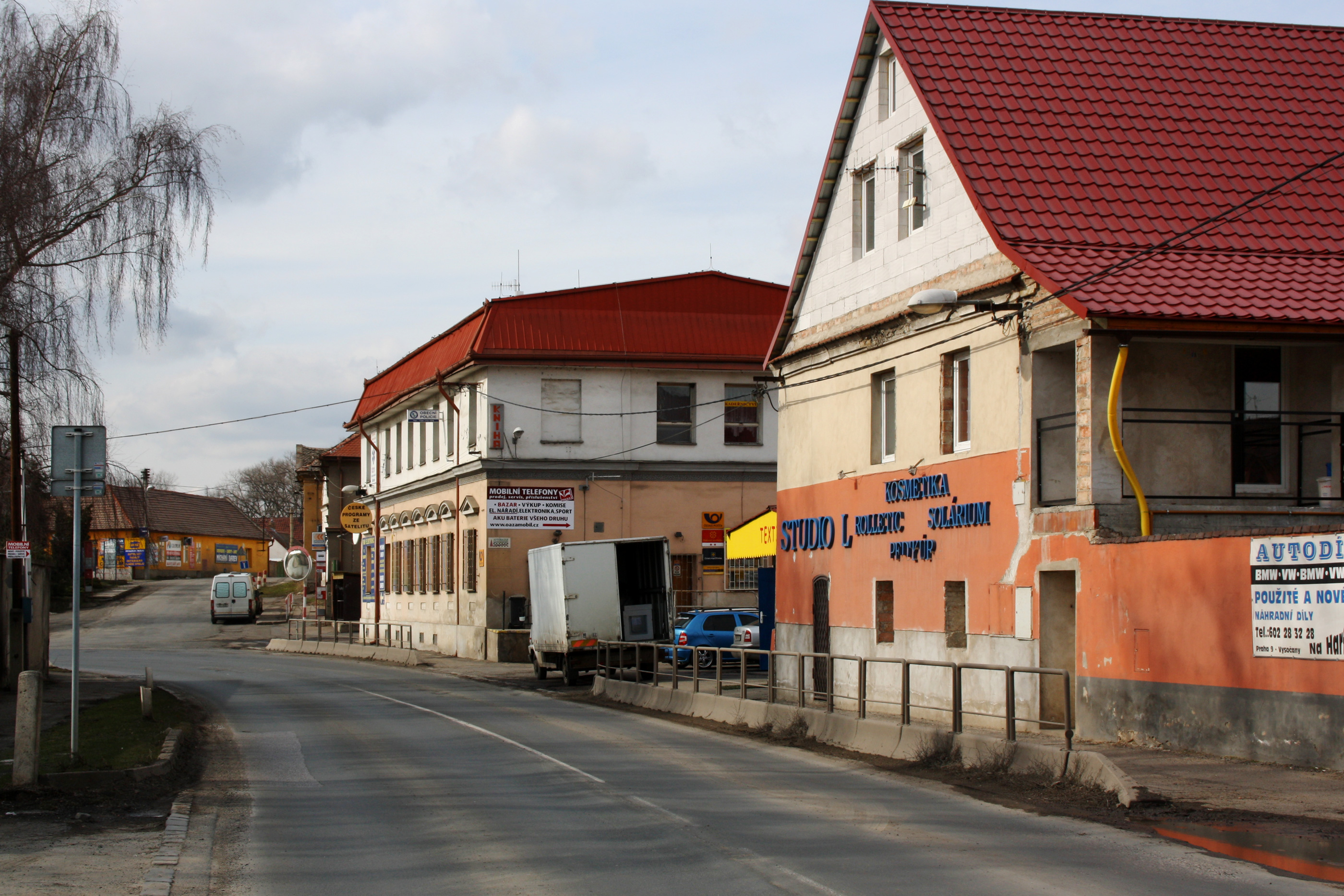
Líbeznice (2010)